# Массониус, Пётр Петрович

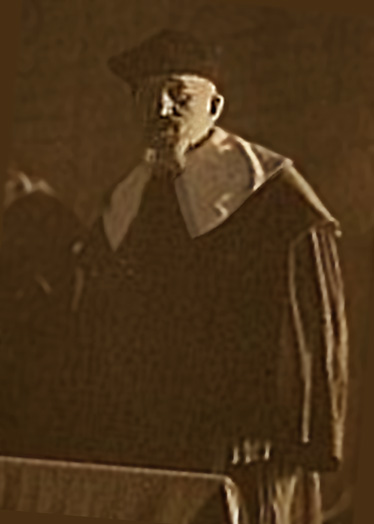
Профессор Пётр Мариан Массониус, декан гуманитарного факультета Университета Стефана Батория.

Пётр Петрович Массониус (под этим именем известен как российский политик), как польский философ известен, как Мариан Массониус или Пётр Мариан Массониус (1 февраля 1862, Курск — 20 июля 1945, Вильно) — польский философ и педагог, деятель образования и журналист, депутат Государственной думы I созыва от Минской губернии, профессор университета Стефана Батория в Вильно.

## Биография
Польский дворянин Новогрудского уезда Минской губернии, католик. Родился в семье русского полковника Петра Массониуса и Елены Слизенёвой (Ślizieniów), чей отец, Оттон Слизень, был филоматом и другом Адама Мицкевича. Детство прошло в имении Марьяновка Новогрудского уезда. Выпускник Минской гимназии, окончил математический факультет Варшавского университета. Затем продолжил образование в Лейпцигском университете, где получил звание доктора философии, защитив на немецком диссертацию «Ueber Kant’s transcendentale Aesthetik» (Трансцендентальная эстетика Канта). Слушал курсы по философии и педагогике в Берлине, Праге и Мюнхене. Он стал одним из представителей Варшавской школы позитивизма, которая вместе с польскими неокантианцами сформировала единый фронт против мессианизма. Взгляды Массониуса принято назвать «критическим или новокритическим позитивизмом». Автор критических работ и трудов по польской истории. С 1891 он был членом редколлегии Санкт-Петербургского еженедельника «Kraj» (Страна). Сотрудничал с польскими периодическими изданиями Głos, Tygodnik Ilustrowany, Wisła, Gazeta Warszawska и Gazeta Polska. Стал редактором газеты «Gazeta Warszawska», затем газеты «Reforma». В 1897—1914 работал в редакции Przegląd Filozoficzny (Философское обозрение). Мелкий землевладелец.
14 апреля 1906 избран в Государственную думу I созыва от общего состава выборщиков Минского губернского избирательного собрания. Входил в группу Западных окраин, автономист. Выступал в Думе по аграрному вопросу, Наказу, о гражданском равенстве, о Белостокском погроме, по поводу доклада Аграрной комиссии, о правительственном сообщении по аграрному вопросу.
С 1906 до 1914 год он работал учителем в гимназиях Рея и Горного и одновременно профессором Общества учебных курсов (Towarzystwo Kursach Naukowych, позднее Свободный польский университет).
Во время Первой мировой войны был в Минске, где с 1915 по 1918 года возглавлял польскую гимназию.
12—15 августа 1917 года участвовал в работе Государственного совещания в Москве.
В годы 1917—1918 возглавлял редакцию «Dziennika Mińskiego» (Официальный Минск). Массониус был членом комитета, работающего над созданием Белорусского университета в Минске, он также преподавал на курсах белорусоведения. В 1918 году он организовал польскую гимназию в Несвиже, первым директором которой он оставался вплоть до 1919 года. В 1920 году во время советско-польской войны был арестован советскими властями.
Позже в независимой Польше Массониус был профессором философии и педагогики в Университете Стефана Батория в Вильно. В своих лекциях уделял наибольшее внимание эпистемологии и эстетике. Он стал деканом факультета гуманитарных наук этого университета. Одновременно он преподавал в государственной гимназии и лицее для мальчиков имени короля Сигизмундa Августa (среди его учеников был, в частности, Чеслав Милош). Сочинения Массониуса включены собрания философских эссе, известны его переводы на польский язык западных философов, таких, как Кант, Шопенгауэр и Тардьё.
Был членом Философского общества в Варшаве и Вильнюсского Общества друзей наук.
Похоронен на кладбище бернардинцев в Вильнюсе.

### Критик большевизма
21 сентября 1920 года в Познани Массониус опубликовал эссе «О большевизме», включавшее и анализ «Манифеста Коммунистической партии» (1847) К. Маркса и Ф. Энгельса. После октябрьской революции 1917 года он стал одним из первых польских ученых, предупредившим, что коммунистическая идеология оказалась лишь инструментом, позволившим большевикам присвоить политическую роль нового господствующего класса в российском обществе. Рабочие и крестьяне — писал Массониус — должны были стать лишь украшением для комиссаров, примерно соответствующим бывшим царским губернаторам, волостным начальникам, прокурорам, руководителям казначейств, директоров департаментов образования и т. д. У всей новой правящей элиты, включавшей сотрудников ЧК и командиров Красной Армии, рассматриваемых как «благонадёжные», как в любой олигархии, было только одно общее, и это то, что все они являлись членами коммунистических ячеек, присутствовавших в каждом советском городе. Эти ячейки и составляли действительное, хотя и неофициальным правительство, или, скорее, осуществляли надзор над деятельностью официального правительства. С самого начала цель большевиков была не в том, чтобы добиться равенства между марксистскими классами трудящихся, а в том, чтобы создать новый их собственный привилегированный класс. Гражданское равенство никогда не являлось их целью, это было только объектом подрывных политических манипуляций, оправдывающим используемые средства, пояснял Массониус.

## Семья
- Жена — Анела (Aniela) урождённая Гоувальт (Houwalt)

## Труды и публикации
- Marian Massonius, Szkice estetyczne (Эскизы по эстетике), 1884
- Marian Massonius, Über den kritischen Realismus, 1887
- Marian Massonius, Racjonalizm w teorii poznania Kanta (Рационализм Кантовой теории познания), 1898.
- Массониус М., Философия у поляков, в кн.: Ф. Ибервеге, М. Гейнце, История новой философии в сжатом очерке, пер. с нем., 2 изд., вып. 2, СПБ, 1899;
- Marian Massonius, Rozdwojenie myśli polskiej. (Раздвоение польской мысли), 1901
- Marian Massonius, переводы и предисловия к работам E. Tardieu, A. Schopenhauer and E. Dubois-Reimond.
- Doc dr Marian Massonius, Dzieje Uniwersytetu Wilenskiego 1781—1832. (История Вильнюсского университета). Notatki z wykładow w roku akademickim 1924—1925 (Заметки по лекциям в 1924-25 академическом году), Toruń, Wydawnictwo Uniwersytetu Mikołaja Kopernika, 2005.
- Prof. Marian Massonius, «O bolszewizmie», August 21, 1920, in the «Głosy na czasie» (Голоса нашего времени) series, no. 45, Poznań, Księgarnia św. Wojciecha, 1921, pp. 8–19, 40-42, 56-64. (О большевизме. Лекция, прочитанная в Познани).

### Рекомендованные источники
- Николаев А. Б. Борьба сил революции и контрреволюции в связи с созывом Государственного совещания (апрель — август 1917 года): Диссертация…. кандидата исторических наук. Л, 1989.
- Szotek B. Marian Massonius a polska filozofia nowokkrytyczna. Katowice, 2001.
- Российский государственный исторический архив. Фонд 1278. Опись 1 (1-й созыв). Дело 26. Лист 2, 3; Фонд 1327. Опись 1. 1905 год. Дело 141. Лист 82-82 оборот; Дело 143. Лист 76 оборот.